# Graafschap Duras
Het graafschap Duras was een klein graafschap dat zich bevond in het zuidwesten van de huidige Belgische provincie Limburg, in de regio Haspengouw, in de 12e eeuw. Het was gelegen in de buurt van twee grotere heerlijkheden: het graafschap Loon (gezeteld toen in Borgloon) en het hertogdom Brabant (gezeteld toen in Leuven). De graven van Duras bezaten de voogdij van de abdij van Sint-Truiden en hebben diverse bezittingen aan deze abdij geschonken.

## Geografie
De hoofdplaats van dit graafschap was Duras, een plaats die nabij Sint-Truiden is gelegen. De graven waren woonachtig in Kasteel Duras.
Het graafschap ontwikkelde zich in de 11e en 12e eeuw op het grondgebied van de voormalige Haspengouw, die als zodanig ophield te bestaan. Wat betreft gelijktijdige documentatie, verschijnt dit graafschap alleen in de twaalfde eeuw, maar in 1203 verloor het zijn zelfstandigheid en werd het een leen van het graafschap Loon, onder de suzereiniteit van de prins-bisschop van Luik.

## Geschiedenis
De heren van Duras waren gesproten uit de familie van de heren van Loon. Ze droegen de titel van erfelijk maarschalk van het Land van Luik en van het graafschap Loon. Ze waren hoofdvoogden van de abdij en van de stad Sint-Truiden. Nadat het domein Duras gedurende de tiende en twaalfde eeuw eigendom was gebleven van de heren van Duras, kwam er, toen zij uitstierven, betwisting in het begin van de dertiende eeuw. Het domein werd betwist door de hertog van Brabant en door de graaf van Loon. De hertog van Brabant en Lotharingen, Hendrik I werd in 1225 verslagen door de prins-bisschop van Luik Hugo van Pierrepont in de slag bij Steps, niet ver van Montenaken. De winnaar verleende Duras, met in het midden het Kasteel van Duras, aan graaf Lodewijk II van Loon, die leenman werd van de prins-bisschop.
Tijdens de 18e eeuw had de eigenaar van het graafschap invloed in het Belgische Wilsele en omstreken. Anne-Antoinette d'Oyenbrugghe was de laatste vrouwe van Duras. Langs haar was haar echtgenoot Philippe van der Noot (overleden op 10 december 1759) graaf van Duras. Na hem nam hun jongste zoon, Jean Joseph Philippe van der Noot (1746-1802), bezit van het kasteel van Duras. Zijn dochter Louise van der Noot (1785-1863) trouwde achtereenvolgens met Louis-Eugène de Ligne (1766-1813) en Charles d'Oultremont (1789-1852). Een nieuw kasteel werd gebouwd, dat tot op heden door nakomelingen wordt bewoond.
In de 19e eeuw stierf de familie Van der Noot de Duras uit. Als eerbetoon voor deze familie, die enkele heren en vrouwen van Wilsele voortbracht, werd een straat uit Wilsele-Putkapel naar hen vernoemd, de Durasstraat.

## Graven van Duras
De gegevens omtrent de eerste graven van Duras zijn niet erg volledig.
Een Sint-Truidens document van 12 november 1023 maakt melding van een schenking door een zekere gravin Herlinde, weduwe van een verder onbekende graaf. In een vermelding van dezelfde transactie in de veel later geschreven derde continuatie van de kroniek van de abdij van Sint-Truiden wordt haar zoon Godfried beschreven als een graaf van Duras. Herlindes kinderen waren Adalbero, Godfried en Giselbert. Haar oudste zoon Adalbero was toen al gestorven, maar hij had voor zijn overlijden de hoge kerkelijke functie van primicerius in Metz bereikt. Giselbert wordt in een charter uit 1023 vermeld als voogd (advocatus) van de abdij, net als de latere graven van Duras. 
Volgens de zeventiende-eeuwse historicus Joannes Mantelius zou het graafschap zijn geërfd door de vermoedelijk kleindochter van Herlinde, namelijk Oda, de vrouw van het graaf Otto van Loon, broer van graaf Emmo van Loon. Het echtpaar had minstens één zoon: Giselbert van Duras (? - 1138). Otto heeft de kapittelkerk in Alem gesticht, waar de heilige Odrada begraven ligt en die in 1107 in een document werd genoemd. De graven van Duras hadden meerdere bezittingen in deze streek.
Giselbert van Duras trouwde met Gertrudis, waarvan de ouders onbekend zijn en die in 1114 in de Abdij van Sint-Truiden werd begraven. Dit echtpaar had zeven kinderen en wel: Otto II, Conon, Giselbert, Gerard, Thierry, Bruno en een dochter waarvan de naam onbekend is. Giselberts tweede vrouw was Oda van Chiny, die een dochter was van Otto II van Chiny en Alix van Namen.
Otto II van Duras (? - 1147) was de oudste zoon van Giselbert en Gertrudis. Hij trouwde met Bertha van Ribemont, dochter van Godfried II van Ribemont, heer van Bouchain, en Yolanda van Gelre. Het echtpaar had een dochter, Juliana van Duras. Otto II werd begraven in de abdij van Sint-Truiden.
Juliana van Duras (? - 1164) was erfdochter van Duras, en ze trouwde met graaf Godfried van Montaigu en Clermont, en daarna met Enguerrand van Orbais. Gerard van Loon verkreeg in 1190 het graafschap Duras van Gilles, zoon van Juliana en Godfried. In 1193 deed prins-bisschop Simon van Luik het graafschap Duras over aan Hendrik I van Brabant die het op zijn beurt in leen gaf aan Gerard van Loon; deze constructie was het gevolg van het Brabant-vriendelijk beleid van prins-bisschop Simon.
In 1203 werd het graafschap Duras een leen van het graafschap Loon, dit door toedoen van Hugo II van Pierrepont, prins-bisschop van Luik.
In 1328 kwam het graafschap in handen van de familie Neufchâteau, in 1427 in handen van de familie d'Oyenbrugge van Coolhem en in 1705 in handen van de familie Van der Noot. Deze was het die van 1787-1789 het huidige Kasteel Duras liet bouwen. Later hebben ook de families d'Oultremont de Duras en de Liedekerke in dit kasteel gewoond.